# Базина (Тюрингия)
Базина или Базена (на немски: Basena von Thüringen; Basina; * преди 466) е кралица на франките, съпруга на меровингския крал Хилдерих I. Баба е на кралете на франките Теодорих I, Хлодомер, Хилдеберт I, Хлотар I и на Амалазунта (кралица на остготите 526 – 535).

## Живот
Произлиза от народа тюринги, вероятно от кралската фамилия.
Според Григорий Турски тя е омъжена първо за Бизин, крал на тюрингите (460). Бизин приема в двореца си изгонения от франките Хилдерих I, който след осем годишно изгнание е извикан от народа обратно и става крал. Базина напуска съпруга си и отива при Хилдерих I.
Базина се омъжва за Хилдерих I, крал на Салическите франки, управлявал от 457 до 481 г. Той е син на Меровей и Хлодесвинта.

## Деца
Базина и Хилдерих I имат децата:
- Хлодвиг I (* 466; † 511)

- Аудофледа (* 470; † след 526), съпруга на Теодорих Велики
- Албофледа († 498)
- Лантехилд.